# Потенциометр
Потенцио́метр (от лат. potentia — «сила» и греч. μετρεω — «измеряю») — измерительный прибор, предназначенный для определения напряжения путём сравнения двух, в общем случае, различных напряжений или ЭДС с помощью компенсационного метода. При известном одном из напряжений позволяет определять второе напряжение.
Исторически потенциометр — один из первых точных измерителей напряжений — вольтметров. Изобретён немецким физиком Иоганном Поггендорфом в 1841 году.
Потенциометр (измерительный прибор) не следует путать с трёхвыводным переменным резистором — электронным компонентом, жаргонно также называемым «потенциометром».
Иногда «потенциометрами» не совсем корректно называют датчики перемещений и поворотов, основанные на потенциометрический схеме, например, датчики положения дроссельной заслонки в двигателях внутреннего сгорания.

## Принцип действия

Сравнение напряжений с помощью потенциометра

Потенциометр представляет собой делитель напряжения из резисторов (резистивный делитель) с переменным сопротивлением (переменных резисторов).
К делителю напряжения подключаются источник, напряжение которого известно ({\displaystyle U_{0}}), и источник, напряжение которого нужно определить ({\displaystyle U_{x}}).
Известное с достаточной точностью одно из сравниваемых напряжений принято называть «опорным напряжением» или «опорной ЭДС». В иностранной литературе опорное напряжение называют «референтным напряжением» и обычно обозначают {\displaystyle U_{ref}}.
Ручной или автоматической регулировкой сопротивлений делителя напряжения добиваются, чтобы напряжение {\displaystyle U_{K}}, снимаемое с делителя, стало равным напряжению (или ЭДС) {\displaystyle U_{x}}. Равенство напряжений ({\displaystyle U_{x}=U_{K}}) обычно называют «балансом напряжений». Индикатором «баланса» служит чувствительный измеритель малых токов (или напряжений), часто называемый «нуль-индикатором» и на рисунке обозначенный буквой «O». При {\displaystyle U_{x}=U_{K},} ток {\displaystyle I_{x}}, текущий через нуль-индикатор «О», будет равен 0.
В качестве нуль-индикаторов исторически первыми стали применять чувствительные гальванометры. В современной электронике в качестве нуль-индикатора применяют дифференциальные усилители с высоким коэффициентом усиления.
Для схемы, изображённой в верхней части рисунка, по правилам Кирхгофа
{\displaystyle I_{x}+I_{K}=I_{0};}
{\displaystyle U_{x}=U_{K}=I_{K}\cdot R_{1};}
{\displaystyle U_{0}+I_{0}\cdot (R_{0}-R_{1})+I_{K}\cdot R_{1}=0,}
а с учётом {\displaystyle I_{x}=0}:
{\displaystyle I_{K}=I_{0};}
{\displaystyle U_{x}=I_{0}\cdot R_{1};}
{\displaystyle I_{0}={\frac {U_{x}}{R_{1}}};}
{\displaystyle U_{0}+I_{0}\cdot (R_{0}-R_{1})+I_{0}\cdot R_{1}=U_{0}+I_{0}\cdot R_{0}=0;}
{\displaystyle U_{0}=-I_{0}\cdot R_{0}=-{\frac {U_{x}}{R_{1}}}\cdot R_{0};}
{\displaystyle U_{x}=U_{K}=-U_{0}{\frac {R_{1}}{R_{0}}},}
где:
- {\displaystyle R_{1}} — сопротивление участка переменного резистора {\displaystyle R_{0}} от низа (по рисунку) до подвижного контакта;
- {\displaystyle R_{0}} — полное сопротивление переменного резистора.

Для схемы, приведённой снизу рисунка
{\displaystyle U_{x}=U_{K}=-U_{0}{\frac {R_{1}}{R_{1}+R_{2}}}.}
То есть, зная соотношение сопротивлений резисторов делителя напряжения при равенстве напряжений («балансе»), можно численно выразить одно напряжение ({\displaystyle U_{0}} или {\displaystyle U_{x}}) через другое напряжение ({\displaystyle U_{x}} или {\displaystyle U_{0}} соответственно).
В качестве переменного сопротивления исторически применяли реохорд. Реохорд представлял собой кусок натянутой проволоки постоянного поперечного сечения с тремя электрическими выводами. Первые два вывода прикреплялись к концам проволоки, а третий (ползунок) мог перемещаться вдоль проволоки. Электрическое сопротивление {\displaystyle R} однородного куска проволоки длиной {\displaystyle l} и постоянного поперечного сечения {\displaystyle S} выражается формулой {\displaystyle R=\rho {\frac {l}{S}},} где {\displaystyle \rho } — удельное электрическое сопротивление материала проволоки. Зная длину проволоки {\displaystyle L}, расстояние {\displaystyle l} от края проволоки до ползунка и напряжение {\displaystyle U_{0}} между концами проволоки, можно определить напряжение {\displaystyle U_{K}} (равное {\displaystyle U_{x}}) между ползунком и концом проволоки:
{\displaystyle U_{x}=U_{K}=-U_{0}{\frac {R_{1}}{R_{0}}}=-U_{0}{\frac {\rho {\frac {l}{S}}}{\rho {\frac {L}{S}}}}=-U_{0}{\frac {l}{L}}.}
Реохорды, представляющие собой кусок проволоки, в современных потенциометрах практически не применяют, только иногда используются в демонстрационных целях. Современный реохорд представляет собой переменных резистор, обычно выполнен в виде однослойной спиральной намотки высокоомной проволоки на прямолинейное или тороидальное основание (каркас). Название «реохорд» в потенциометрах прочно закрепилось за этими переменными резисторами.
В качестве источника опорного напряжения (ИОН) исторически применялись электрохимические источники стабильного во времени и воспроизводимого напряжения — нормальные электрохимические элементы. В современных потенциометрах в качестве источников опорного напряжения применяют обычно полупроводниковые прецизионные ИОНы — термокомпенсированные стабилитроны и ИОНы «запрещённой зоны».
Если нагружение источника известного напряжения на резистивный делитель напряжения недопустимо, например, в случае применения источников с высоким внутренним сопротивлением, то по этому источнику предварительно калибруют другой источник с достаточно малым внутренним сопротивлением.
При балансе напряжений резистивного делителя и опорного напряжения ток через нуль-индикатор (гальванометр) равен нулю. Таким образом, источник опорного напряжения работает при балансе в режиме холостого хода, что позволяет использовать в качестве источников опорного напряжения прецизионные источники с высоким внутренним сопротивлением, например, нормальные электрохимические элементы. Аналогично, по этой же причине возможно измерение ЭДС источников неизвестного напряжения с высоким внутренним сопротивлением без искажения результата измерения, например, ЭДС электрохимических потенциометрических датчиков.

## Особенности потенциометров для измерения сверхмалых напряжений
При измерении сверхмалых напряжений (на уровне микровольт — долей милливольта) становится существенным искажение результата измерения от термо-ЭДС «паразитных» термопар, образующихся в точках электрического соединения разнородных проводниковых материалов (например, медных проводников и высокоомных проводников переменных резисторов), если температура этих соединений (спаев) не равна. Без применения специальных мер значения паразитных термо-ЭДС могут достигать десятков микровольт. Например, термо-ЭДС пары медь — оловянно-свинцовый припой составляет около 3-7 мкВ/К, что при значении измеряемых напряжений в единицы-десятки микровольт может дать относительную погрешность измерения в несколько десятков процентов, что обычно недопустимо. Поэтому при конструировании подобных потенциометров прибегают к специальным мерам для снижения паразитных термо-ЭДС. Радикальная мера — тщательная термоизоляция прибора от наружной среды, иногда — термостатирование. Для пайки электрических соединений применяют припои, дающие малые термо-ЭДС в паре с медью, например, оловянно-кадмиевые припои, термо-ЭДС которых в паре с медью менее 0,3 мкВ/К.

## Регистрирующие и самопишущие автоматические потенциометры

Блок-схема потенциометра с автоматической компенсацией (балансировкой). Обозначения:
- усилитель рассогласования схематически изображён в виде операционного усилителя;
- источник опорного (известного) напряжения представлен в виде перечёркнутого кружочка;
- «M» — электродвигатель для перемещения подвижного контакта (движка, ползунка) реохорда;
- — напряжение, снимаемое с реохорда;
- — напряжение, которое требуется определить;
- — напряжение рассогласования

Помимо измерительных потенциометров, в которых балансировка (изменение сопротивлений резистивного делителя до достижения равенства измеряемого напряжения и напряжения, снимаемого с реохорда) выполняется вручную, существуют потенциометры с автоматической балансировкой. Автоматические устройства широко используются, например, в самопишущих регистрирующих приборах (самописцах процессов на бумажной ленте), которые до сих пор распространены в системах управления производственными процессами. Электромеханические потенциометры постепенно вытесняются цифровыми устройствами хранения и отображения информации.
Принцип действия автоматических потенциометров основан на применении следящего электромеханического контура автоматического регулирования. Измеряемое напряжение и напряжение с движка реохорда подаются на дифференциальный усилитель рассогласования, выход которого через усилитель мощности управляет реверсивным электродвигателем. Электродвигатель через механические элементы (тросики, шестерни) перемещает движок реохорда в нужную сторону так, чтобы свести сигнал рассогласования к нулю. Движок реохорда жёстко связан с указывающей стрелкой, перемещающейся по оцифрованной в единицах измеряемой величины шкале. Шкала не обязательно должна быть оцифрована в единицах напряжения; например, при работе прибора в комплекте с каким-либо термопреобразователем может быть оцифрована в градусах температуры; при работе со стеклянным электродом может быть оцифрована в единицах pH (pH-метр). В самопишущих приборах одновременно со стрелкой перемещается перо по бумаге. Перо чертит на бумаге линию и тем самым регистрирует изменение измеряемой величины, обычно, в зависимости от времени.